# Raymond Bellemare
Raymond Bellemare est un graphiste et artiste visuel québécois né le 25 janvier 1942 à Nicolet, au Canada, et résidant à Noyan.

## Biographie
Raymond Bellemare a fait ses études en design graphique à l'École des beaux-arts de Montréal et a obtenu son diplôme en 1962. Il travaille ensuite pour différentes entreprises, incluant la Société Radio-Canada. En 1971, il fonde sa propre compagnie, Raymond Bellemare Designers inc. En 1976, il collabore, d'abord en tant que directeur du graphisme puis en tant que consultant externe, avec l'équipe de design des Jeux olympiques de Montréal. De 1979 à 1983, il est l'un des partenaires de la firme Bellemare, de Passillé et Associés inc., puis de 1987 à 1992, de la firme Bellemare, Rivard et Associés ltée. Lors de son passage au sein de cette dernière entreprise, il oriente son activité professionnelle vers le graphisme aidé par ordinateur. Sa clientèle couvre les secteurs culturel, industriel et institutionnel.
En plus de poursuivre sa carrière en graphisme, Raymond Bellemare est chargé de cours au Cégep du Vieux Montréal en 1967-1968, puis à l'Université du Québec à Montréal en 1970-1971, en 1982-1983 et en 1994-1995.
Il conçoit plusieurs timbres pour la Société canadienne des postes, pour laquelle il est membre de son comité consultatif de 1983 à 1987. Son travail inclut également la création de multiples affiches, logos et images de marque à partir des années 1960,,.
Il est membre de l'Académie royale des arts du Canada et a été membre de la Société des designers graphiques du Québec, de la Société des designers graphiques du Canada et de l'Institut américain des arts graphiques.
En plus d'avoir participé à de multiples expositions, ses œuvres ont été publiées dans plusieurs magazines à travers le monde. Plusieurs distinctions lui sont également été attribuées au cours de sa carrière, incluant des prix de l'Institut américain des arts graphiques, du Art Director's Club of New York, du Graphica Club of Toronto, des magazines Communication Arts et Deco Press, de Design Canada, de l'Association de l'emballage du Canada, de la Société des designers graphiques du Canada, de la compagnie Suppon Publishing of Washington et de l'Université du Québec à Montréal. Il figure notamment dans le documentaire Design Canada (2018) de Greg Durrell.
Depuis la fin des années 1990, Raymond Bellemare prend régulièrement part en tant qu'artiste visuel à l'exposition thématique Parle-moi d'amour, organisée par l'organisme Les Impatients afin de financer des activités artistiques pour les personnes aux prises avec des troubles de santé mentale.

## Logos (liste non-exhaustive)
- Ordre des pharmaciens du Québec (1965)[6]
- Centre national des Arts (1969)[3]
- Comédiens associés du Québec (1971)[3]
- Natur (1971)[6]
- Éole inc. (1977)[6]
- Les Impatients (1998)[7]
- Musée Bruck de Cowansville (2016)[8]

## Musées et collections publiques
- Musée national des beaux-arts du Québec[9]